# Durand (motorfiets)
Durand is een Frans historisch merk van motorfietsen.
De bedrijfsnaam was: Ets. Motorcycles Durand, Abbeville.
Ets. Durand begon in 1920 met de productie van eigen frames, maar maakte zelf geen motoren. Men kocht inbouwmotoren bij Zürcher, dat toen nog viertaktmotoren maakte, zowel kop- als zijkleppers.
In die eerste jaren na de Eerste Wereldoorlog ontstonden er veel van dergelijke kleine merken, omdat er behoefte was aan goedkope vervoermiddelen, maar de markt was ook snel verzadigd. Toen Zürcher in 1923 de productie van viertakt-inbouwmotoren beëindigde verdween ook Durand van de markt.